# 苏联文化部
苏联文化部（俄语：Министерство культуры СССР），成立于1953年，是苏联部长会议直属的一个部门，主要负责文化和艺术等事务。其前身为苏联部长会议艺术委员会。

## 历史沿革
1935年12月16日，联共（布）中央政治局通过了“关于成立全联盟艺术委员会”的决议。1936年1月17日，中央执行委员会和苏联人民委员会决定正式成立苏联人民委员会全联盟艺术委员会。1938年3月23日，分设“苏联人民委员会电影摄影委员会”。
1946年2月，苏联人民委员会改称苏联部长会议，苏联人民委员会全联盟艺术委员会改称苏联部长会议艺术委员会；苏联人民委员会电影摄影委员会改称苏联电影摄影部。
1953年3月15日，根据苏联部长会议机构改革方案，苏联高等教育部、苏联电影摄影部、艺术委员会、广播信息委员会、印刷出版和图书贸易管理局、苏联劳动后备部合并组建苏联文化部。

## 历任领导
- 潘捷列伊蒙·波诺马连科（1953年－1954年）
- 格奥尔基·亚历山德罗夫（1954年－1955年）
- 尼古拉·米哈伊洛夫（1955年－1960年）
- 叶卡捷琳娜·福尔采娃（1960年－1974年）
- 彼得·杰米契夫（1974年－1986年）
- 瓦西里·扎哈罗夫（1986年－1989年）
- 尼古拉·古边科（1989年－1991年）